# Gumiwang (Purwanegara)
Gumiwang is een bestuurslaag in het regentschap Banjarnegara van de provincie Midden-Java, Indonesië. Gumiwang telt 6472 inwoners (volkstelling 2010).